# Esporte Clube Ginástico
O  Esporte Clube Ginástico ou Ginástico, como é mais conhecido, é um clube de basquete brasileiro com sede em Belo Horizonte.

## História
Sedenta pelo esporte, uma turma dividia seu tempo entre o futebol e o basquete, integrantes do BH Futebol Clube, time do bairro Funcionários. As conversas, no entanto, não eram sobre futebol e sim sobre basquete, pois a maioria jogava nas divisões do América (Infantil, Infanto-Juvenil e Juvenil). Dinho, Helvécio, Aníbal, Guati, Guguta, João Henrique, Paulo Eduardo, Alberto Sternick, integravam o grupo do basquete. Carlos Alexandre e Duílio jogavam apenas futebol. Havia ainda a turma que não praticava esporte: Gerardo, Juquita, Herbert, Zé Camargos. Um dia, em uma de suas reuniões, surgiu a ideia de se montar um time de Basquete. O América era uma potência do Basquete na década de 40 e a maioria, que estava em idade de ser promovido ao adulto, não via muitas chances de jogar na equipe principal. Seria o fim do Basquete para eles. O assunto passou a ser prioridade em todos os encontros – noite após noite. A ideia comum era procurar outro clube, como o Minas, ou o Atlético, que era o time do coração da maioria. “Por que não fazer nosso time?”. A pergunta gerou silêncio e troca de olhares. De pronto, foi aceita. Ninguém contestou. Aproxima-se o dia 1° de Maio de 1946. O feriado era ideal para reunir todos os membros da turma. O local escolhido, a casa de Juquita (José Godoy da Matta Machado), na rua Santa Rita Durão, 1215. Ninguém faltou, e após algumas discussões estava fundado o Esporte Clube Ginástico, declarando-se fundadores todos os presentes. A formação da primeira diretoria foi difícil para o novo clube, porque todos os fundadores eram menores. Não era permitido por lei que estes fizessem parte ou assinassem documentos em nome de empresas, entidades sociais ou outras quaisquer. A solução, depois de horas de discussão, foi formar uma diretoria com os pais e irmãos mais velhos dos fundadores. Nem todos toparam. Vieram então os amigos e estava assim formada a primeira diretoria. 